# Park Narodowy „Sajlugiemskij”
Park Narodowy „Sajlugiemskij” (ros. Национальный парк «Сайлюгемский») – park narodowy w rejonie kosz-agackim Republiki Ałtaju w Rosji. Jego obszar wynosi 1183 km². Park został utworzony dekretem rządu Federacji Rosyjskiej z dnia 27 lutego 2010 roku. Siedzibą administracji parku jest Kosz-Agacz.

## Opis
Park znajduje się w najodleglejszym regionie Republiki Ałtaju, położony jest wysoko w łańcuchu górskim Ałtaj, co powoduje, że klimat jest zbliżony do klimatu zza koła podbiegunowego. Najwyższy punkt nad poziomem morza wynosi 3499 m n.p.m., najniższy to 570 m n.p.m. Park położony jest w paśmie Sajlugiem oraz częściowo w Górach Katuńskich i Górach Północnoczujskich przy granicy z Mongolią i Kazachstanem. Zachowała się tutaj dziewicza przyroda lasów liściastych, wysokogórskich stepów tundry, półpustyń, lodowców i zimnych jezior.

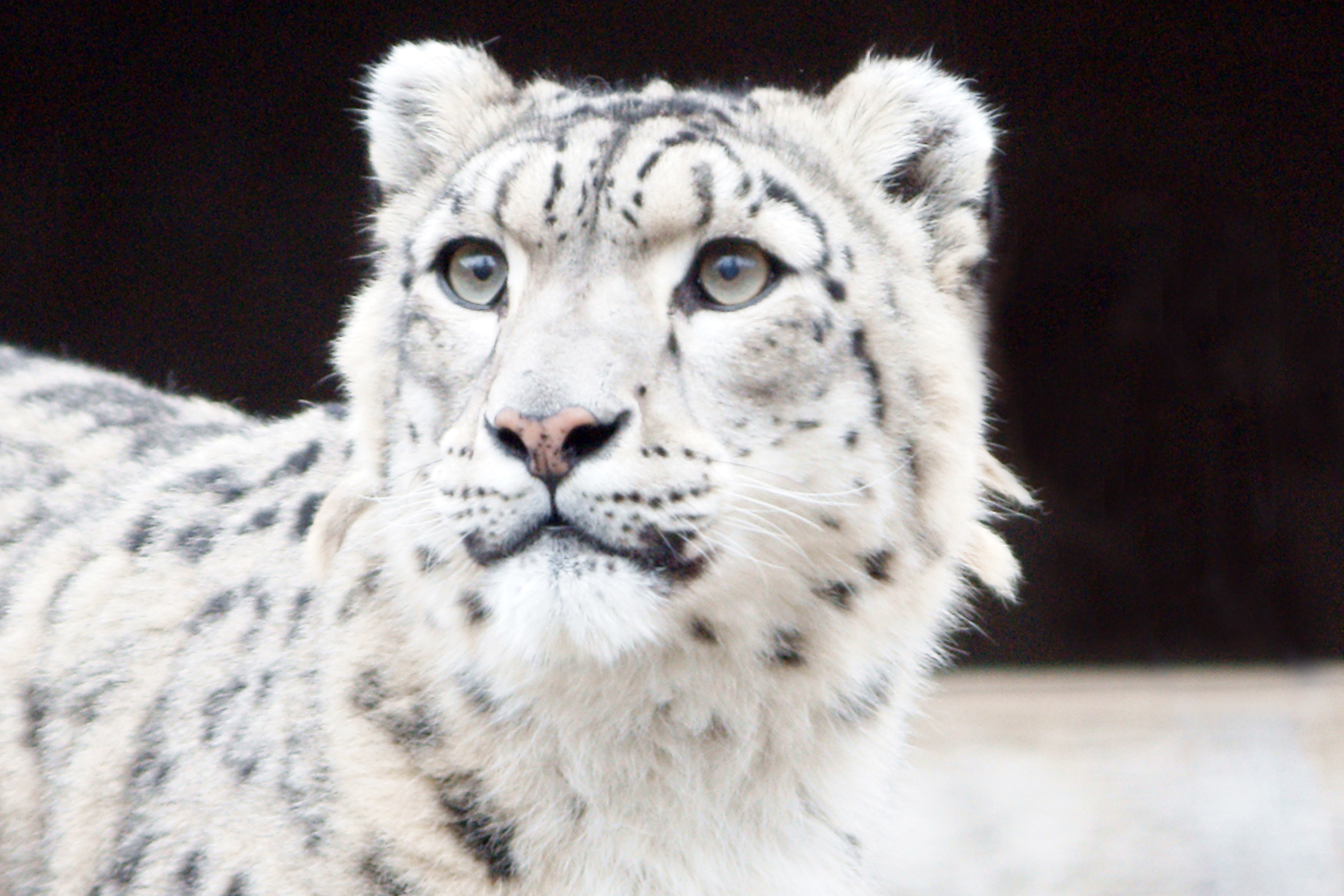
Irbis śnieżny

Głównym zadaniem parku jest zachowanie największej populacji irbisów śnieżnych (Panthera uncia) w Ałtaju oraz najliczniejszej populacji owcy ałtajskiej (Ovis ammon ammon) na tym terenie.  Park dzieli się na trzy części:

### Sajlugiem
(obszar 344 km²)
Część parku położona w głównym grzbiecie pasma Sajlugiem przy granicy z Mongolią. Na jej terenie znajdują się najwyższe szczyty tego pasma. Znajduje się tu duża populacja owcy ałtajskiej licząca około 400 osobników.

### Ułandryk
(obszar 32  km²)
Niewielka część położona w paśmie Sajlugiem w dorzeczu rzeki Ułandryk, w pobliżu części Sajlugiem. Tu również występuje owca ałtajska.

### Argut
(obszar 807 km²)
Największa, najdziksza i najtrudniej dostępna część parku. Znajduje się w dorzeczu rzeki Argut, na zboczach Gór Katuńskich i Gór Północnoczujskich. Została objęta ochroną ze względu na zamieszkujące ją irbisy śnieżne (największa populacja w Rosji – w całym dorzeczu około 40 osobników).

## Fauna i flora
Oprócz owcy ałtajskiej i irbisa śnieżnego w parku zamieszkuje duża populacja koziorożca syberyjskiego, a także m.in. piżmowce syberyjskie, gronostaje, łasice, wilki, rysie, manule stepowe oraz niedźwiedzie brunatne.
W parku występuje 146 gatunków ptaków, 20 z nich jest zagrożonych wyginięciem.
Na wyżynach górskich dominują porosty i kamieniste tundry, na południowych zboczach poniżej 2600 m przeważają tereny z roślinnością stepową. Flora parku obejmuje 722 gatunki roślin naczyniowych należących do 66 rodzin i 232 rodzajów.

## Klimat
Średnia miesięczna temperatura stycznia wynosi –32 °C. Minimalna temperatura potrafi spaść do –62 °C. Latem natomiast przekracza często 30 °C.  Ilość opadów nie przekracza 250–300 mm rocznie.